# ISO 3166-2:VN
ISO 3166-2:VN es la entrada para Vietnam en ISO 3166-2, parte de los códigos de normalización ISO 3166 publicados por la Organización Internacional de Normalización (ISO), que define los códigos para los nombres de las principales subdivisiones (p.ej., provincias o estados) de todos los países codificados en ISO 3166-1.
En la actualidad, para Vietnam los códigos ISO 3166-2 se definen para 58 provincias y 5 municipios; éstos tienen un estatus especial equiparable al de las provincias.
Cada código consta de dos partes, separadas por un guion. La primera parte es VN, el código ISO 3166-1 alfa-2 para Vietnam. La segunda parte tiene, según el caso:
- dos cifras: provincias
- dos letras: municipios

## Códigos actuales
Los nombres de las subdivisiones se ordenan según el estándar ISO 3166-2 publicado por la Agencia de Mantenimiento ISO 3166 (ISO 3166/MA).
Pulsa sobre el botón en la cabecera para ordenar cada columna. Los nombres se ordenan según el alfabeto vietnamita: a, ă, â, b-d, đ, e, ê, f-o, ô, ơ, p-u, ư, v-z (con alfabetización ateniéndose a una base palabra por palabra, p.ej. todos los nombre que empiezan por Hà antes de todos los que empiezan por Hẚi).
| Código | Nombre de la subdivisión (vi)              | Categoría de la subdivisión |
| ------ | ------------------------------------------ | --------------------------- |
| VN-44  | An Giang                                   | provincia                   |
| VN-43  | Ba Ria-Vung Tau                            | provincia                   |
| VN-54  | Bac Giang                                  | provincia                   |
| VN-53  | Bac Kan                                    | provincia                   |
| VN-55  | Bạc Liêu                                   | provincia                   |
| VN-56  | Bắc Ninh                                   | provincia                   |
| VN-50  | Ben Tre                                    | provincia                   |
| VN-31  | Binh Dinh                                  | provincia                   |
| VN-57  | Binh Duong                                 | provincia                   |
| VN-58  | Binh Phuoc                                 | provincia                   |
| VN-40  | Binh Thuan                                 | provincia                   |
| VN-59  | Ca Mau                                     | provincia                   |
| VN-CT  | Can Tho                                    | municipio                   |
| VN-04  | Cao Bang                                   | provincia                   |
| VN-DN  | Da Nang                                    | municipio                   |
| VN-33  | Dak Lak                                    | provincia                   |
| VN-72  | Dak Nong                                   | provincia                   |
| VN-71  | Dien Bien                                  | provincia                   |
| VN-39  | Dong Nai                                   | provincia                   |
| VN-45  | Dong Thap                                  | provincia                   |
| VN-30  | Gia Lai                                    | provincia                   |
| VN-03  | Hà Giang                                   | provincia                   |
| VN-63  | Hà Nam                                     | provincia                   |
| VN-HN  | Ha Noi                                     | municipio                   |
| VN-23  | Ha Tinh                                    | provincia                   |
| VN-61  | Hai Duong                                  | provincia                   |
| VN-HP  | Hai Phong                                  | municipio                   |
| VN-73  | Hau Giang                                  | provincia                   |
| VN-SG  | Ho Chi Minh (la variante local es Sai Gon) | municipio                   |
| VN-14  | Hoa Binh                                   | provincia                   |
| VN-66  | Hung Yen                                   | provincia                   |
| VN-34  | Khanh Hoa                                  | provincia                   |
| VN-47  | Kien Giang                                 | provincia                   |
| VN-28  | Kon Tum                                    | provincia                   |
| VN-01  | Lai Châu                                   | provincia                   |
| VN-35  | Lam Dong                                   | provincia                   |
| VN-09  | Lang Son                                   | provincia                   |
| VN-02  | Lao Cai                                    | provincia                   |
| VN-41  | Long An                                    | provincia                   |
| VN-67  | Nam Dinh                                   | provincia                   |
| VN-22  | Nghe An                                    | provincia                   |
| VN-18  | Ninh Binh                                  | provincia                   |
| VN-36  | Ninh Thuan                                 | provincia                   |
| VN-68  | Phu Tho                                    | provincia                   |
| VN-32  | Phu Yen                                    | provincia                   |
| VN-24  | Quang Binh                                 | provincia                   |
| VN-27  | Quang Nam                                  | provincia                   |
| VN-29  | Quang Ngai                                 | provincia                   |
| VN-13  | Quang Ninh                                 | provincia                   |
| VN-25  | Quang Tri                                  | provincia                   |
| VN-52  | Soc Trang                                  | provincia                   |
| VN-05  | Son La                                     | provincia                   |
| VN-37  | Tây Ninh                                   | provincia                   |
| VN-20  | Thai Binh                                  | provincia                   |
| VN-69  | Thai Nguyen                                | provincia                   |
| VN-21  | Thanh Hóa                                  | provincia                   |
| VN-26  | Thua Thien-Hue                             | provincia                   |
| VN-46  | Tien Giang                                 | provincia                   |
| VN-51  | Trà Vinh                                   | provincia                   |
| VN-07  | Tuyen Quang                                | provincia                   |
| VN-49  | Vinh Long                                  | provincia                   |
| VN-70  | Vinh Phuc                                  | provincia                   |
| VN-06  | Yen Bai                                    | provincia                   |

## Cambios
Los siguientes cambios de entradas han sido anunciados en los boletines de noticias emitidos por el ISO 3166/MA desde la primera publicación del ISO 3166-2 en 1998, cesando esta actividad informativa en 2013.
| Informe                       | Fecha de emisión                     | Descripción del cambio reportado | Cambio de código o subdivisión |
| ----------------------------- | ------------------------------------ | --- | --- |
| Newsletter I-1                | 21/6/2000                            | Correcciones de la asignación duplicada de VN-24, del nombre de 1 subdivisión y de la ordenación alfabética de los nombres de las subdivisiones         | Códigos: (corrección del uso duplicado) Quảng Ninh: VN-24 → VN-13                                                                                            |
| Newsletter I-2                | 21/5/2002                            | Corrección ortográfica en VN-65 | |
| Newsletter I-7                | 13/9/2005                            | Se añaden 3 provincias. Se actualiza la fuente de lista                                                                                                 | Subdivisiones añadidas: VN-72 Đắk Nông VN-71 Điện Biên VN-73 Hậu Giang                                                                                       |
| Newsletter II-3               | 13/12/2011 (corregida el 15/12/2011) | Actualización del ajuste administrativo, correcciones tipográficas y se actualiza la fuente de lista                                                    | Presentación de la subdivisión: 5 provincias → 5 municipios                                                                                                  |
| Plataforma en línea de la ISO | 6/2/2013                             | Corrección ortográfica de un error en nombre completo en francés                                                                                        | |
| Plataforma en línea de la ISO | 3/11/2014                            | Se borra la subdivisión VN-15; cambia la ortografía para todas las provincias excepto para VN-28, VN-30, VN-41 y VN-44; se actualiza la fuente de lista | Subdivisiones borradas: VN-15 Ha Tay (unida a VN-HN en 2008)                                                                                                 |
| Plataforma en línea de la ISO | 24/11/2020                           | Cambia la ortografía de VN-CT, VN-DN, VN-HN, VN-HP, VN-SG; se actualiza la fuente de lista                                                              | Subdivisiones renombradas: VN-CT Can Tho → Cần Thơ VN-DN Da Nang → Đà Nẵng VN-HN Ha Noi → Hà Nội VN-HP Hai Phong → Hải Phòng VN-SG Ho Chi Minh → Hồ Chí Minh |